# 시스코 무뇨스
시스코 무뇨스 (Xisco Muñoz, 1980년 9월 5일 ~ )는 스페인의 전 축구 선수이자 축구 감독이다. 선수 시절 포지션은 윙어였다.